# Nijmegen

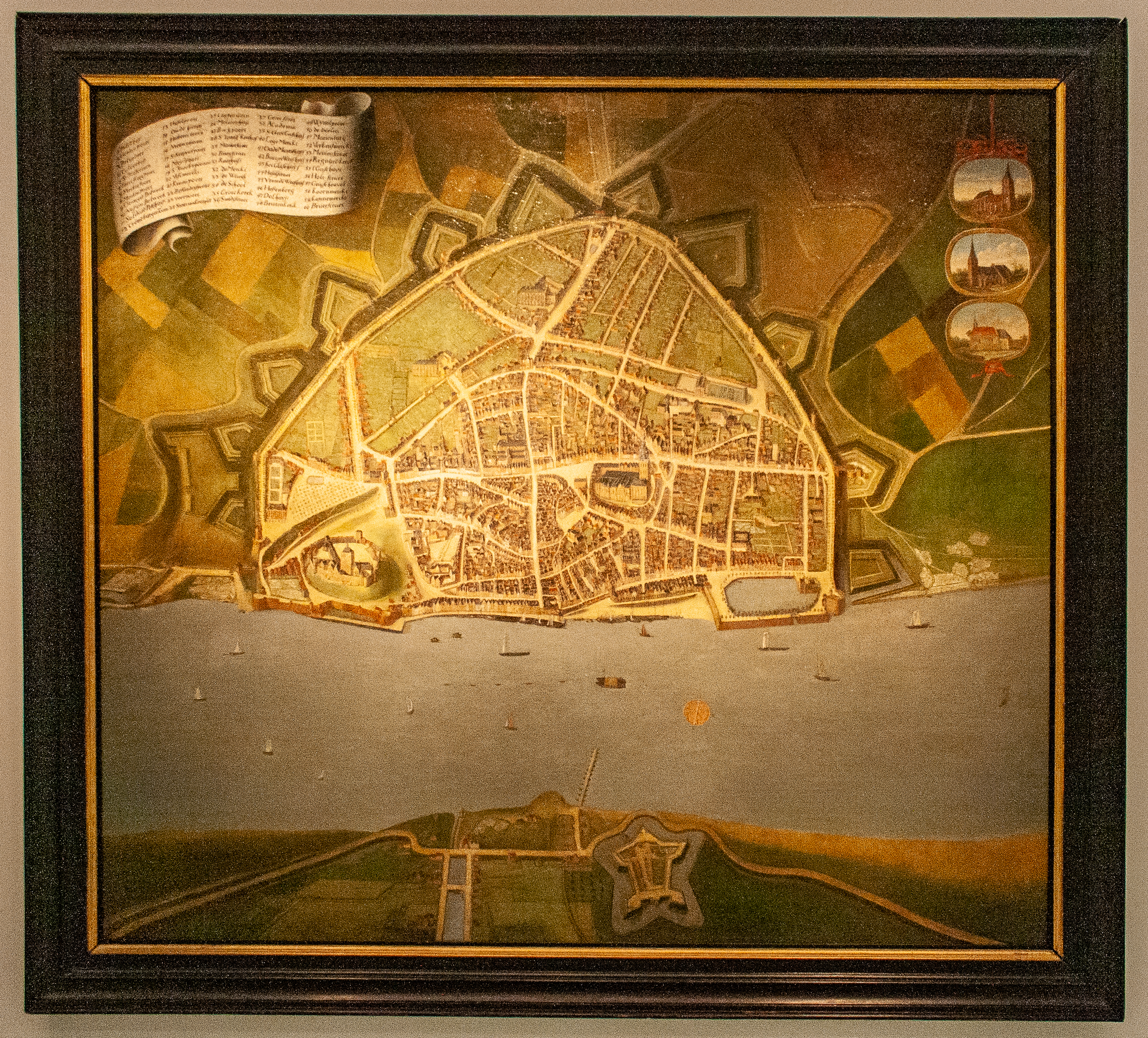
Nijmegen madártávlatból, 1669

Nijmegen (holland, kiejtéseⓘ, helyi tájszólásban Nimwèège, németül: Nimwegen, franciául: Nimègue, spanyolul: Nimega) holland város és önkormányzat (község) Hollandia Gelderland tartományában, a német határ közelében. Neve a latinból (Noviomagus – újpiac) ered.
Nijmegen városa legnagyobbrészt a Waal folyó (a Rajna alsó folyásának legnagyobb ága) balpartján, egy morénahalom lábánál fekszik. Újabban a folyó túlpartjáról is hozzácsatoltak egy területet.

## Története
Hollandia egyik legrégebbi települése, 2005-ben ünnepelte 2000 éves fennállását és 1900 évvel korábban kapott városi jogait. A folyó enyhe szűkülete a közelében lévő árvízmentes magaslattal ősidők óta jól védhető átkelőhelyet jelentett. Régészeti adatok szerint már az újkőkorszakban és a bronzkorszakban is lakott hely volt. A római hódítás előtt a batávok törzsének szálláshelye volt. Julius Civilis batáv törzsfő felkelésének leverése után a rómaiak a limes részeként katonai tábort és határvárost hoztak létre itt, ami Traianus császár idején, i. sz. 104-ben az Ulpia Noviomagus Batavorum nevet kapta. Az i. sz. 2. században a mai Hollandia területének legnépesebb, legvirágzóbb városa volt, mintegy 5-6000 lakossal. Ezer évnek kellett eltelnie, amíg a környéken egy másik város, Utrecht elérte ezt a népességszámot.
A római birodalom bukása után a város a frankok kezébe került. Nagy Károly császár palotát építtetett itt. 830-ban a vikingek felégették. I. (Rőtszakállú) Frigyes császár német-római császár 1150 körül nagy várat építtetett, amelyből mára csak két kápolna maradt fenn. 1230-ban birodalmi városi rangot kapott, ugyanazokkal a jogokkal, mint Aachen. Hamarosan, 1247-ben azonban az eladósodott II. Frigyes német-római császár zálogba adta a várost és környékét a helyi nagyúrnak, II. Ottónak, Gelre és Zutphen grófjának. Mivel az adósságot soha nem fizették ki, a város ettől kezdve Gelderland része maradt.

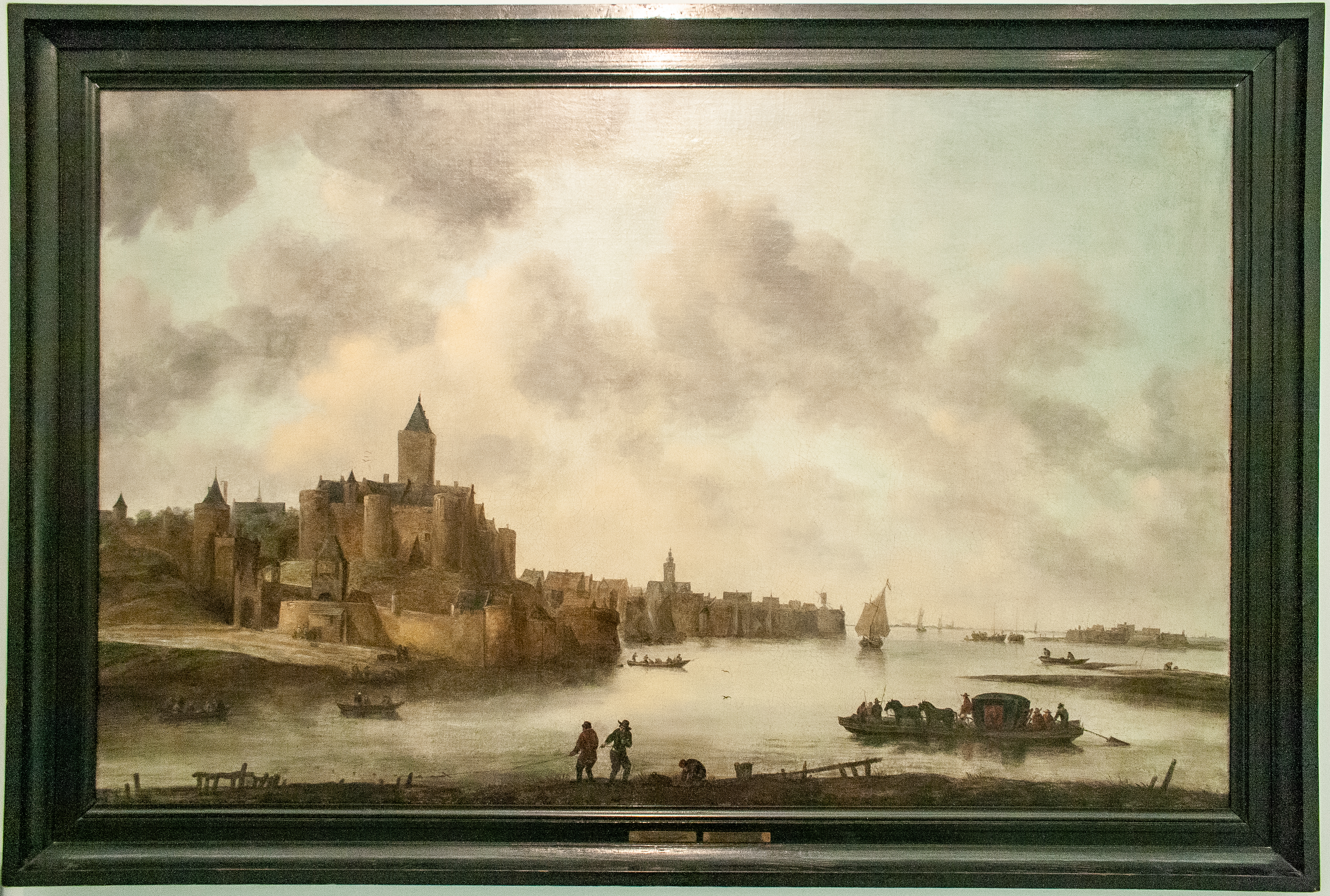
Látkép a Waal felől, 1641

1402-ben a város belépett a Hanza-szövetségbe. 1543-ban a tartománnyal együtt a Habsburg-ház kezére került, majd 1585-ben spanyol uralom alá jutott. 1591-ben Móric orániai herceg hódította meg. A francia–holland háború (1672–1679) idején 1672–74 között francia katonai megszállás alá került. 1678-ban itt folytak a háborút lezáró béketárgyalások, és itt kötötték meg a nijmegeni békeszerződést.
A város fejlődése felgyorsult 1876 után, amikor megszűnt erődvárosi jellege, és lebontották a városfalakat.
A város egyetemét – jelenlegi neve Nijmegeni Radboud Egyetem – a Hollandiában a reformáció óta háttérbe szorított katolikusok alapították 1923-ban, a katolicizmus egyenjogúságáért indított mozgalom keretében.
A második világháborúban, 1944. február 22-én egy 16 amerikai bombázóból álló kötelék a várost lebombázta, valószínűleg összetévesztették a közeli Kleve német várossal. Több mint 800 ember halt meg, és szinte az egész történelmi felsőváros megsemmisült.
1944 szeptemberében a szövetségesek Market Garden hadművelete keretében súlyos harcok folytattak a városban és környékén. A hadművelet nijmegeni része sikeres volt, a szövetséges deszanterők épségben elfoglalták a Waal stratégiai jelentőségű hídját, de végül az egész hadművelet kudarcot vallott. A nyugati fronton áttörés helyett a háború fél évvel meghosszabbodott, és a holland lakosság körében a téli éhínség súlyos áldozatokat szedett.

## A második világháború után
A városnak a folyóparton lévő régi része, az Alsóváros nagyrészt megmenekült a háborús pusztításoktól, de szegény és elhanyagolt maradt. Hosszú évekig tartó vita után 1972-ben úgy döntöttek, hogy nagyszabású felújítást végeznek. Az egyre romló állagú házak nagy részét lebontották. 1975-ben viszont az Alsóvárost városképileg védett területnek nyilvánították, de addigra a legtöbb középkori épület már eltűnt. Csak néhány utca egyes részei maradtak meg eredeti vagy felújított állapotban.
A múlt század hatvanas-hetvenes éveiben a várost Hollandiában „vörös város”, „Havanna a Waal partján” nevekkel illették, szavazóinak baloldali beállítottsága miatt. Jelentős volt a marxizmus befolyása a diákság körében. Komoly összecsapásra került sor szélsőbaloldali házfoglalók és a városi hatóságok között 1981 februárjában.
A város vezetését a 2002-es és 2006-os önkormányzati választásokon is a holland baloldali parlamenti pártok (PvdA-szociáldemokraták, SP-szocialisták, GroenLinks-baloldali zöldek) szerezték meg.
A város a 20. század második felében erősen növekedett, de egyoldalúan délnyugati irányban. Magába olvasztotta a szomszédos Hatert, Hees és Neerbosch falvakat. A legjelentősebb bővülés Dukenburg és Lindenholt városrészek létrehozása volt a Maas és Waal folyókat összekötő csatornától nyugatra  1966 után.
A 21. század elején is sok konfliktus volt a városi közéletben. Több száz embert tiltottak ki ideiglenesen a város központjából a társadalmi normáknak nem megfelelő viselkedés miatt. Megtiltották a terepjárók (SUV) behajtását a központba, ami szintén nagy vitákat váltott ki. 2005-ben egy ismert társadalmi aktivistát (Louis Sévèke) lelőttek a város központjában.

## A lakosságszám alakulása
Az i. sz. 2. századi 5-6000-ről csak a 19. század elejére nőtt Nijmegen lakosainak száma 10 000 körüli szintre. Ez a szám 1875-re 24 000-re, a századfordulóra 44 000-re nőtt. Az első világháború után már 70 000 körül járt a lakosság létszáma, és néhány évvel a második világháború után elérte a 110 000-et. 2020-ra 180 000 feletti lakosságszámot várnak. A lakosság jelentős része bevándorló, nem holland származású.
| 1995    | 1996    | 1997    | 1998    | 1999    | 2000    | 2001    | 2002    | 2003    | 2004    | 2005    | 2006    | 2007    | 2008    | 2009    |
| ------- | ------- | ------- | ------- | ------- | ------- | ------- | ------- | ------- | ------- | ------- | ------- | ------- | ------- | ------- |
| 147 561 | 147 631 | 147 172 | 150 542 | 151 924 | 152 286 | 153 636 | 154 581 | 156 308 | 157 473 | 158 215 | 159 556 | 160 962 | 161 358 | 161 634 |

## Gazdasági élet
A 2000 éves kereskedelmi hagyományok mellett a város ma elsősorban az egyetem adottságaira támaszkodó tudásközpontokra (Mercator Science Parc, Novio Tech Campus) alapozza gazdasági életét. Jelentős a félvezetőgyártás és az egészségügyi ágazat ("Health Valley"). A foglalkoztatottak 6%-ának a turizmus ad munkát, ami ezzel megelőzi a közlekedési ágazatot, bár Nijmegen fontos közlekedési csomópont. A Rajna itteni ágán, a Waal folyón évente 165.000 teherhajó halad el, 160 millió tonna árut, 1,5 millió konténert szállítva. Ezeknek természetesen csak egy kis része köt ki a városi kikötőben, hiszen főleg Németország és Rotterdam között szállítják terheiket. De emellett évente mintegy 450 folyami turistahajó is kiköt a város rakpartjainál, rövidebb látogatásra hozva utasait.

## Háztartások száma
Nijmegen háztartásainak száma az elmúlt években az alábbi módon változott:
| Háztartások száma | 87 162 | 88 148 | 88 819 | 90 087 | 90 962 | 92 743 |
|                   | 2010   | 2011   | 2012   | 2013   | 2014   | 2015   |

## Közlekedése
Nijmegen fontos közlekedési csomópont. A város kialakulásában a környező síkságból kiemelkedő magaslat mellett a Waal folyó szűkülete, mint átkelőhely játszott döntő szerepet.  A Waal 1936-ban felavatott közúti hídja, amely a második világháborúban is stratégiai szerepet kapott, ma is regionális jelentőségű, hatalmas forgalmat bonyolít. (2005-ben naponta mintegy 50.000 jármű haladt át rajta.) Tehermentesítésére 2013-ra egy új városi hidat építettek, ami a De Overstreek (Az átkelés) nevet kapta az 1944-ben a Market Garden hadművelet keretében az angolszász csapatok által végrehajtott hősies átkelésről.
A városból mind közúton, mint vasúton elérhetőek a környező holland, német és belga nagyvárosok.
A vasútállomások:
- Nijmegen vasútállomás
- Nijmegen Dukenburg vasútállomás
- Nijmegen Heyendaal vasútállomás
- Nijmegen Lent vasútállomás

A következő fontos közutak érintik a várost:
- Autópályák: A15, A50, A73/E31, A325, A326.
- Országos főútvonalak: N325, N326, N842, N844.

Nijmegen vasúti hídját 1879-ben adták át a forgalomnak. 2004-ben e híd oldalára függesztettek fel a kerékpárosok számára készült hidat.
A városban négy vasútállomás van. InterCity kapcsolat működik az amszterdami Schiphol repülőtér és egy sor holland nagyváros irányába. Több helyi jelentőségű vasútvonalon viszont, gazdaságtalanság miatt, az utóbbi évtizedekben megszüntették a személyforgalmat, így Kleve német várossal is.

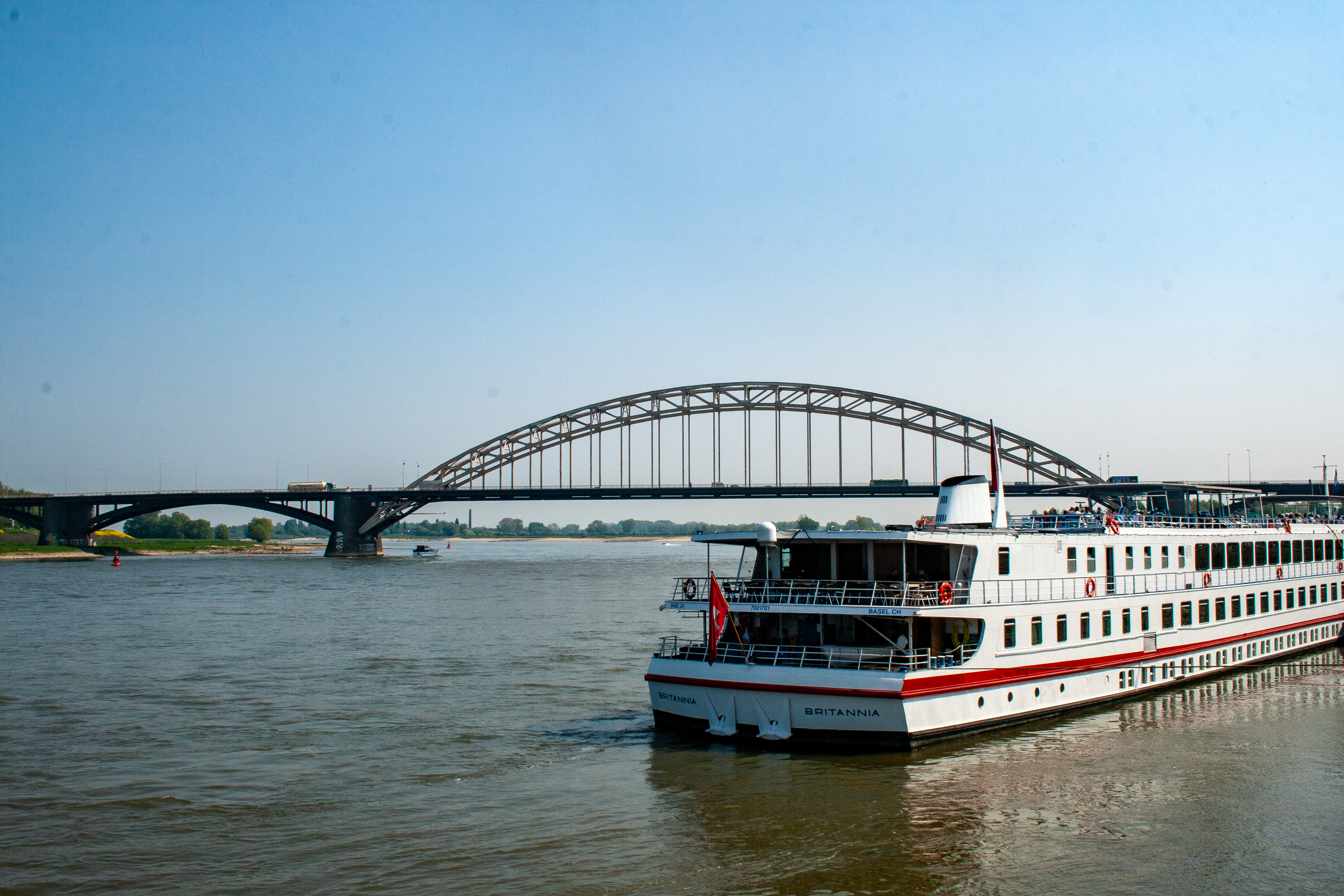
A Waalbrug Nijmegenben
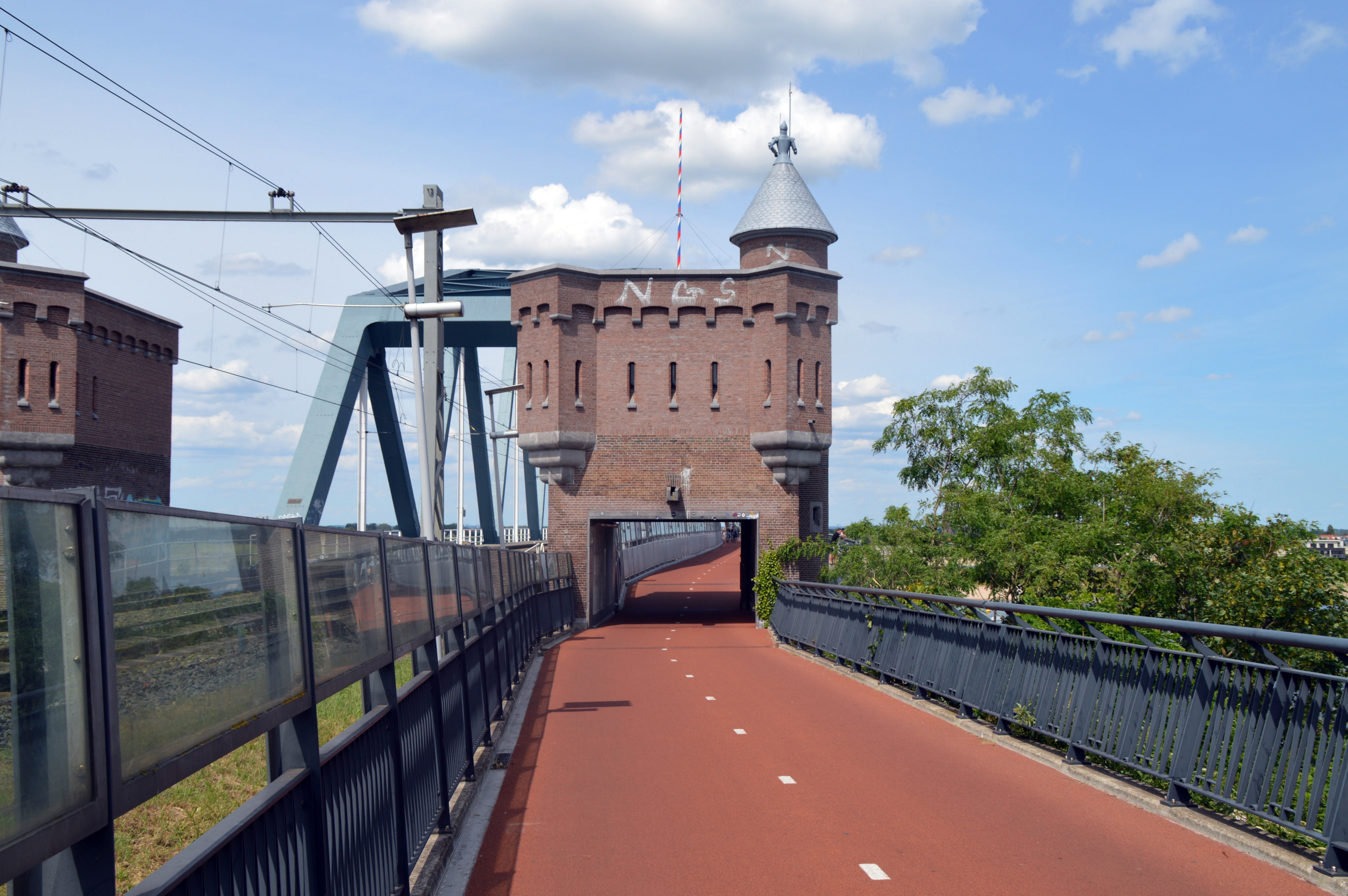
A kerékpáros-híd a vasúti híd mentén
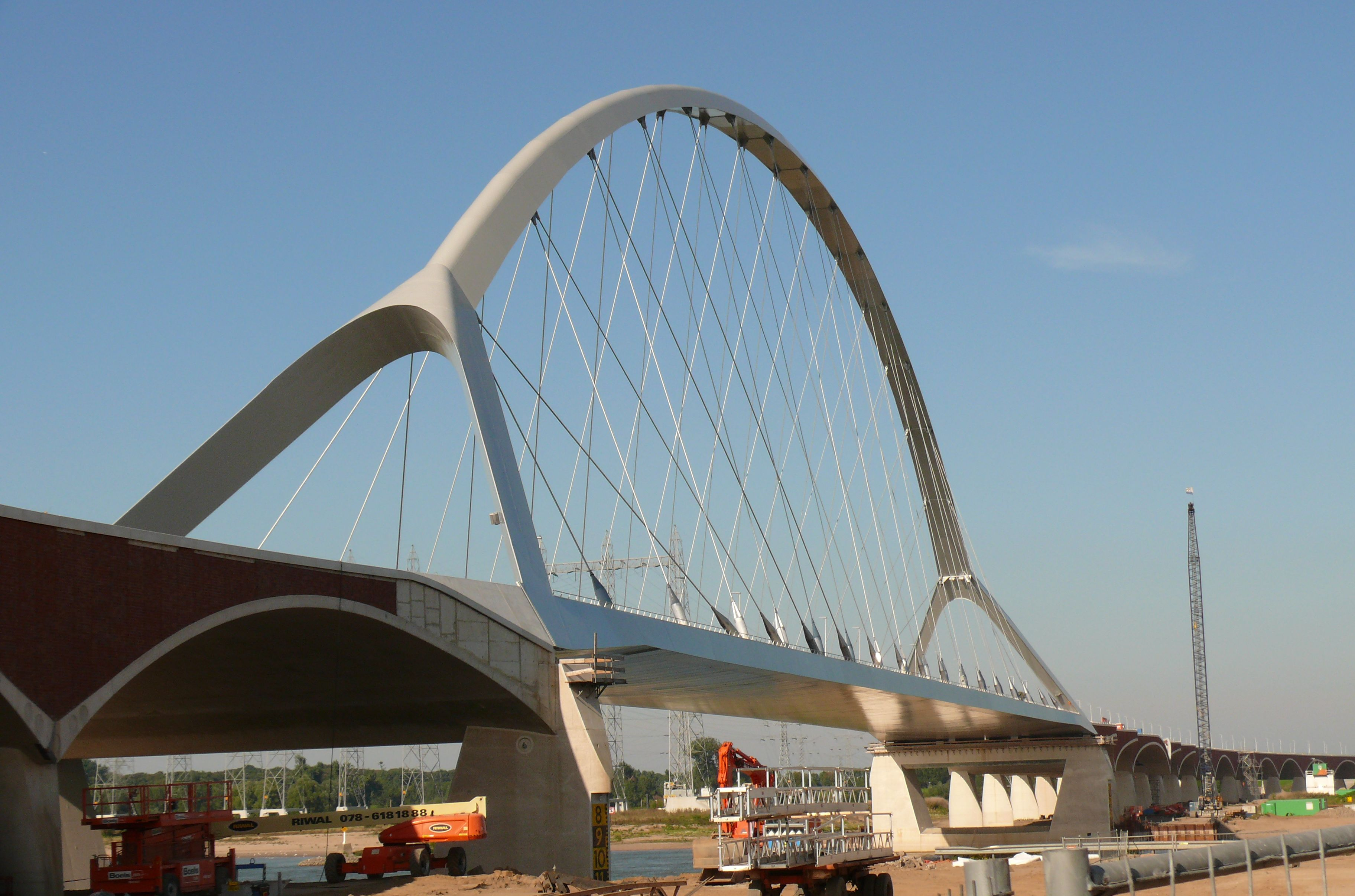
A 2013-ban átadott új autós híd
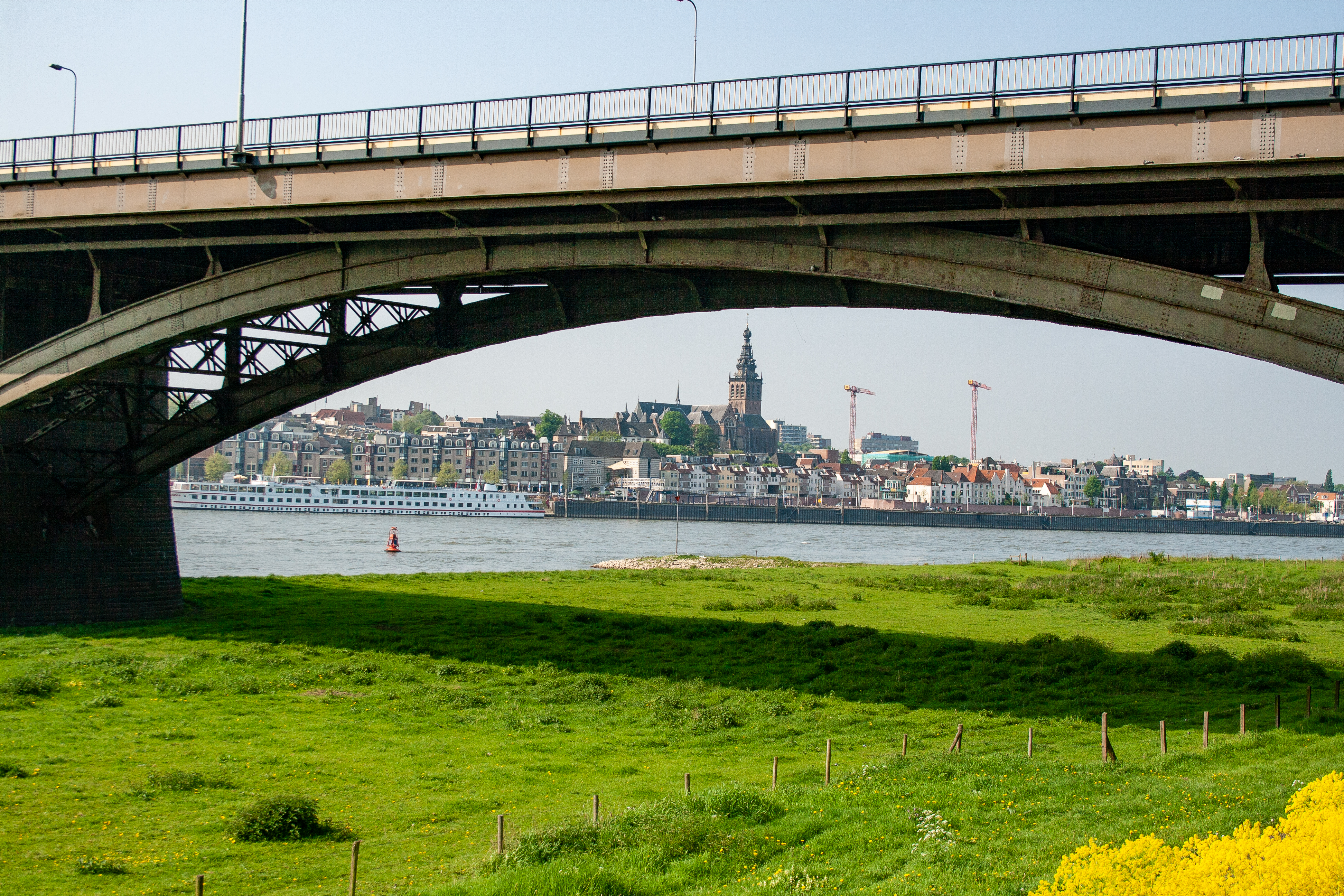
A város látképe a Waalbrug alól

## Oktatás, tudomány

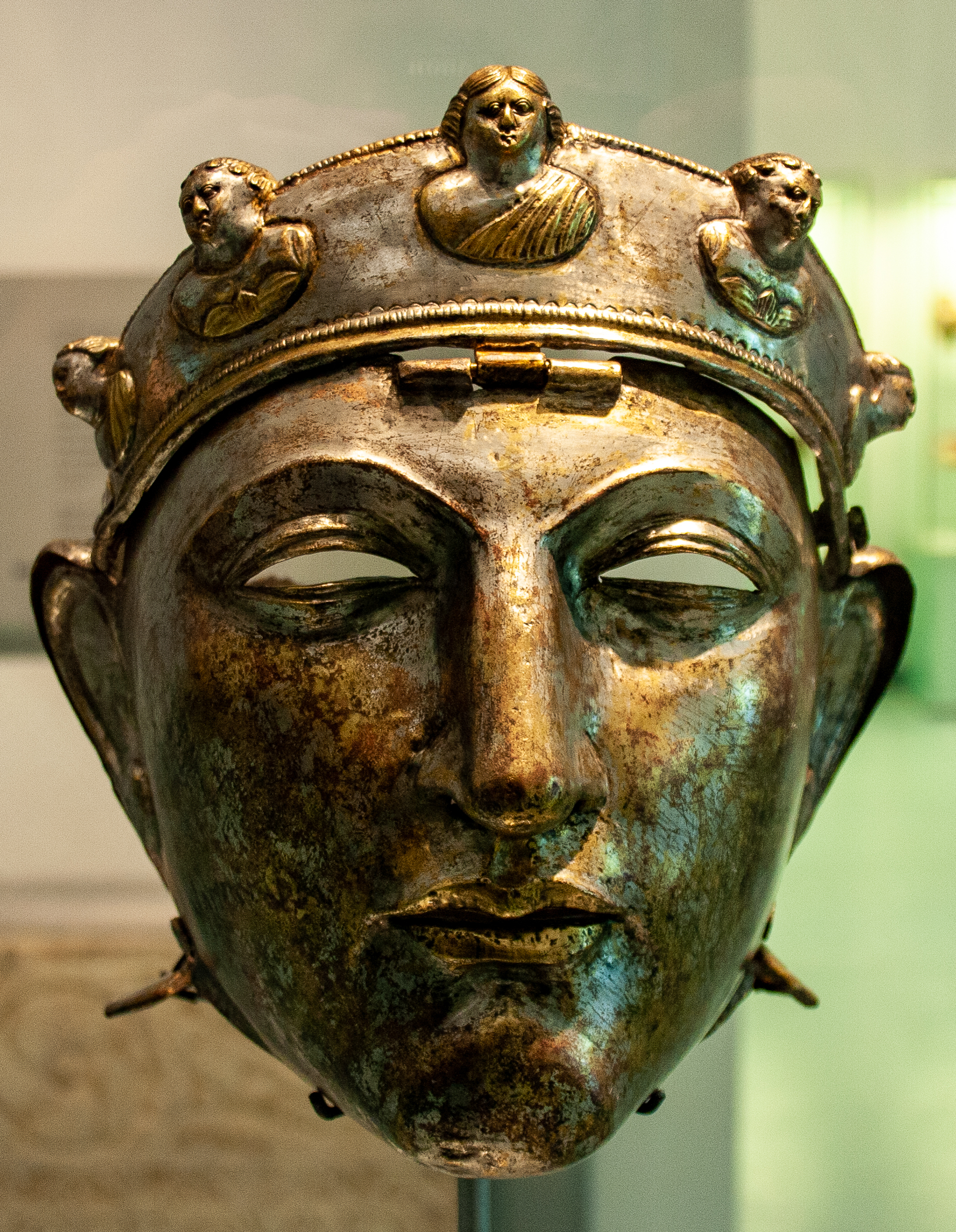
Nijmegenben talált római díszsisak és álarc a Het Valkhof múzeumban

Nijmegen egyetemét, a Radboud Egyetemet 1923-ban alapították. 2004-ig Nijmegeni (Katolikus) Egyetemnek nevezték, akkor vette fel Szent Radboud (vagy Radbod) nevét, aki a 899-917 között Utrecht püspökének rangját viselte, de az ottani normann pusztítások miatt Deventerben székelt.
Az egyetemnek 2006-ban 17.627 hallgatója és 4.336 alkalmazottja volt. A mágnességet kutató laboratóriuma világhírű: Európában egyedülálló módon 33 tesla, illetve 60 tesla erősségű mágneses mezőt (folyamatos, illetve lökésszerű módozatban) is létre tudnak hozni.
A városban ezenkívül egészségügyi főiskola és számos középiskola is működik. Sajátos intézmény a Leefwerkschool Eigenwijs, amely egész Hollandiából befogadja a máshonnan kizárt diákokat. Ennek az iskolának a hagyományai a 80-as évek baloldali politikai aktivitására nyúlnak vissza.
Nijmegen a pszicholingvisztika fontos tudományos központja is, itt található a Max Planck Pszicholingvisztikai Intézet és a Donders Agy-, Tudat- és Viselkedéskutató Intézet.
Korábbi múzeumok egyesítésével 1999-ben nyílt meg a Museum Het Valkhof, ami jelentős régészeti leleteket és klasszikus illetve modern művészeti alkotásokat mutat be.

## Események
A városhoz kötődő legfontosabb rendszeres tömegrendezvény a Nijmegeni Négynapos Túra (Nijmeegse Vierdaagse), a világ legnagyobb gyalogtúra-eseménye, amelyet 1909 óta rendeznek meg, mindig július harmadik keddjétől. Mostanában több tízezer, közöttük sok külföldi résztvevője van, akik naponta különböző kategóriákban 30, 40 vagy 50 kilométert tesznek meg a város környékén. Az addigi rekordot 2003-ban állították fel, amikor 44 812 résztvevő indult, akik közül 40 706-an be is fejezték a túrát. 2006-ban azonban, első alkalommal, félbe kellett szakítani az eseményt mert már az első napon két ember meghalt a rendkívüli hőség következtében, és a kiszáradásos rosszullétek nagy száma is túlterhelte az egyébként jól felkészült egészségügyi szolgálatot.
2020-ban és 2021-ben a Covid19-pandémia miatt nem tartották meg a versenyt. 2022-ben folytatódott a rendezvénysorozat.

## Éghajlata
Nijmegen Hollandiának a tengertől viszonylag távolabb eső részén található, bizonyos kontinentális éghajlati hatásokkal, meleg nyarakkal, hideg telekkel. A világ legészakibb szőlőtermelő területei között van Groesbeek városka Nijmegen közvetlen közelében. Az augusztusi átlaghőmérséklet 23,8 °C, a februári 0,3 °C. Az évi átlagos csapadék 735 mm.
A 2006. nyári európai hőhullám  idején, július 19-én 38 °C feletti hőmérsékletet mértek a városban. Már július 18-án, a Négynapos túra első napján 36 °C meleg volt, aminek két sportoló is áldozatul esett – emiatt a rendezvényt, történetében először, leállították.
2009. január 6-a éjjelén a hőmérséklet -17,5 °C fokos rekordmélységre süllyedt.
| Hónap                                                                                             | Jan.  | Feb.  | Már. | Ápr. | Máj. | Jún. | Júl. | Aug. | Szep. | Okt. | Nov.  | Dec.  | Év    |
| ------------------------------------------------------------------------------------------------- | ----- | ----- | ---- | ---- | ---- | ---- | ---- | ---- | ----- | ---- | ----- | ----- | ----- |
| Rekord max. hőmérséklet (°C)                                                                      | 17,4  | 19,9  | 26,7 | 31,6 | 36,5 | 36,3 | 38,7 | 38,2 | 33,3  | 30,5 | 21,2  | 17,6  | 38,7  |
| Átlagos max. hőmérséklet (°C)                                                                     | 5,8   | 6,5   | 10,2 | 14,1 | 18,6 | 21,2 | 23,5 | 23,8 | 29,9  | 14,7 | 9,8   | 7,0   | 15,5  |
| Átlagos min. hőmérséklet (°C)                                                                     | −0,7  | 0,3   | 2,5  | 3,8  | 7,7  | 10,8 | 12,5 | 12,2 | 10,7  | 6,9  | 3,9   | 1,6   | 6,0   |
| Rekord min. hőmérséklet (°C)                                                                      | −17,5 | −17,1 | −9,5 | −4,6 | −1,3 | 0,7  | 2,4  | 1,5  | −1,8  | −6,6 | −10,8 | −12,5 | −17,5 |
| Átl. csapadékmennyiség (mm)                                                                       | 63    | 39    | 59   | 46   | 60   | 71   | 62   | 58   | 68    | 65   | 70    | 74    | 735   |
| Forrás: knmi.nl (Klimaatatlas van Nederland, normaalperiode 1971–2000, ISBN 90389 1191 2 KNMI DWD |       |       |      |      |      |      |      |      |       |      |       |       |       |

## Testvérvárosok
- Pszkov, Oroszország
- Albany, USA
- Masaya, Nicaragua
- Gaziantep, Törökország
- Szucsou, Kína
- Duisburg, Kleve és Kranenburg
- Higasimacujama (Japán)
- Oulu Finnország